# 구나
구나 (Sanskrit: गुण)는 힌두교와 시크교 등 인도 철학에서 사용하는 개념으로 만물의 특징 혹은 자질을 의미한다.
이 개념은 상키야 학파의 주요 특징이었다. 구나는 현재 힌두 철학의 모든 분파의 주요 개념으로 자리잡았다. 세계관에 따르면 3 가지의 구나가 존재하는데 만물의 존재와 균형을 위해 있다고 한다. 3 가지의 구나는 사트바(sattava), 라자스(rajas), 타마스(tamas)이다. 사트바는 선함, 고요함, 조화를 관장하고 라자스는 욕망, 열정, 행동을 관장하고 타마스는 무지, 무력, 나태를 관장한다. 이 3 가지의 구나는 만인과 만물에 존재한다. 힌두 세계관에 따르면 구나의 비율은 각각 다르다고 한다. 이러한 구나들의 상호작용으로 어떤 한 인물 혹은 사물의 특징이나 성격이 결정된다고 한다.